# NGC 380
NGC 380 ist eine elliptische Galaxie vom Hubble-Typ E2 im Sternbild Fische auf der Ekliptik. Sie ist schätzungsweise 205 Millionen Lichtjahre von der Milchstraße entfernt und hat einen Durchmesser von etwa 75.000 Lichtjahren.

Gemeinsam mit NGC 375, NGC 379, NGC 382, NGC 383, NGC 384, NGC 385, NGC 386, NGC 387 und NGC 388 bildet sie die Galaxienkette Arp 331. 
Halton Arp gliederte seinen Katalog ungewöhnlicher Galaxien nach rein morphologischen Kriterien in Gruppen. Diese Galaxiengruppe gehört zu der Klasse Ketten von Galaxien.
Das Objekt wurde am  12. September 1784 von dem deutsch-britischen Astronomen Wilhelm Herschel entdeckt.

## NGC 380-Gruppe (LGG 17)
| Galaxie  | Alternativname | Entfernung/Mio. Lj |
| -------- | -------------- | ------------------ |
| NGC 380  | PGC 3969       | 205                |
| NGC 384  | PGC 3983       | 196                |
| PGC 4110 | UGC 714        | 214                |